# آنا آخماتووا
آنّا آخماتووا (روسی: Анна Ахматова) با نام اصلی آنّا آندرییوا گارینکو (روسی: Анна Андреевна Горенко؛ زاده ۲۳ ژوئن [سبک قدیمی: ۱۱ ژوئن] ۱۸۸۹، اودسا – درگذشته ۵ مارس ۱۹۶۶، مسکو) شاعر و نویسنده اهل روسیه بود. وی یکی از مهمترین شاعران روسیه در قرن بیستم محسوب می‌شود و نامش در فهرست نهایی نامزدانِ جایزه نوبل ادبیات در سال ۱۹۶۵ قرار گرفت. او یکی از بنیان‌گذاران مکتب شعری آکمه‌ایسم بوده‌است.
بن‌مایه‌های اشعار وی را گذر زمان، خاطرات و یادبودهای گذشته، سرنوشت زن هنرمند و دشواری‌ها و تلخی‌های زیستن و نوشتن در زیر سایه استالینیسم تشکیل می‌دهد. گسترهٔ شعرهای وی از تصنیف‌های کوتاه تا اشعاری با ساختار پیچیده را در بر می‌گیرد. سبک او که مشخصه‌اش ایجاز و قیود عاطفی است، به‌وضوح بکر و متمایز از شاعران هم‌دوره خود است و لحن زنانهٔ استوار، پیشگامانه و شفاف وی، فصل جدیدی در شعر روسیه را رقم زد.

## زندگی

### کودکی

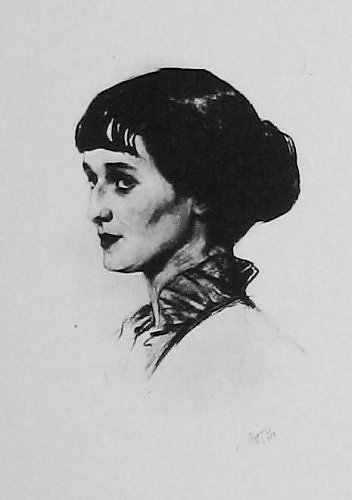
پرتره آنا آخماتووا در جوانی

آنّا در ۲۳ ژوئن ۱۸۸۹ (در گاه‌شماری رایج در آن زمان ۱۱ ژوئن) در بالشوی فانتان (به روسی: Большой Фонтан) در نزدیکی بندر اودسا به دنیا آمد. جد مادری‌اش، احمدخان (در تلفظ روسی: آخمات)، از خان‌های تاتار و از نسل چنگیزخان بود. در آن زمان پدرش مهندس مکانیک کشتی بود و از نیروی دریایی روسیه بازنشسته شده بود. یک ساله بود که به همراه خانوادهٔ خود به تسارسکویو سلو (به روسی: Царское Село) در نزدیکی سن پترزبورگ نقل مکان کردند و او تا شانزده سالگی در همان‌جا زندگی کرد. تسارسکویو سلو همان روستایی است که الکساندر پوشکین، شاعر برجستهٔ روس نیز جوانی‌اش را در آنجا گذرانده بود. این تقارن برای آنا الهام‌بخش بود و همیشه از آن سخن می‌گفت. در زندگی‌نامه‌ای به نام «مختصری از خودم» آخماتووا می‌نویسد:

 «نخستین خاطراتم از تسارسکویه سلو این‌ها است: شکوهِ سبز و مرطوبِ پارک‌ها، مرتعی که ل‍له‌ام مرا به آن‌جا می‌برد، میدانِ اسب‌دوانی با اسب‌هایِ ریز و درشت و رنگارنگی که در آن می‌تاختند، ایست‌گاهِ قدیمی و چیزهایِ دیگری که بعدها ذکرشان در چکامهٔ روستایِ شاهی آمد.»
خواندن را با کتاب الفبای تالستوی آموخت. در پنج سالگی سخن گفتن به فرانسه را تنها با گوش دادن به درس‌هایی که خانم معلمی به بچه‌های بزرگ‌تر می‌داد، فرا گرفت. در مدرسه گرامر تسارسکویه نخستین شعر خود را در یازده سالگی سرود. پدرش، آندره گارنکو، وقتی از زبان او شنید که می‌خواهد شاعر شود، تصور کرد فرزندش شاعر بدی خواهد شد و برای همین به او اخطار داد که نام خانوادگی‌شان را با این شعرها خراب نکند. آنا هم به‌جای استفاده از نام خانوادگی پدرش از نام جد مادری‌اش آخماتووا استفاده کرد و نامش از آن پس شد آنا آخماتووا. پدر و مادر آنا در ۱۹۰۵ از هم جدا شدند و مادر، فرزندانش را با خود ابتدا به اوپاتوریا برد و بعد از مدتی به کی‌یف برد و آنجا ساکن شدند. ۱۹۰۷ در کی‌یف، در دبیرستان فوندوکلی‌یفسکایا تحصیلات متوسطه را تمام کرد و همان‌جا به دانشگاه رفت. در دانشکده حقوق آموزشگاه عالی زنانه، حقوق فرا گرفت.
نخستین شعر آخماتووا با نام بر انگشتان دست او حلقه‌های درختان است، در همان سال در نشریه روسی‌زبان سیریوس که در پاریس منتشر می‌شد، چاپ شد.

### ازدواج
در سال ۱۹۱۰، در بیست و یک سالگی، با وجود مخالفت خانواده‌اش، با شاعری به نام نیکولای گومیلیف ازدواج کرد. این ازدواج نتیجهٔ عشق یک‌طرفهٔ گومیلیف و چند بار اقدام به خودکشی او بود، از همین رو دیری نپایید. به هر روی پس از ازدواج برای گذراندن ماه عسل به پاریس رفتند و پس از بازگشت از پاریس، گومیلیف برای مدتی به حبشه رفت و آخماتووا به سن پترزبورگ نقل مکان کرد و در آنجا برای ادامهٔ تحصیل به دانشگاه رایف رفت و به تحصیل تاریخ و ادبیات پرداخت. سال بعد با همسرش و چند شاعر دیگر، گروه موسوم به «کارگاه شعر» را تشکیل دادند و مکتب آکمه‌ایسم را بنیان نهادند.

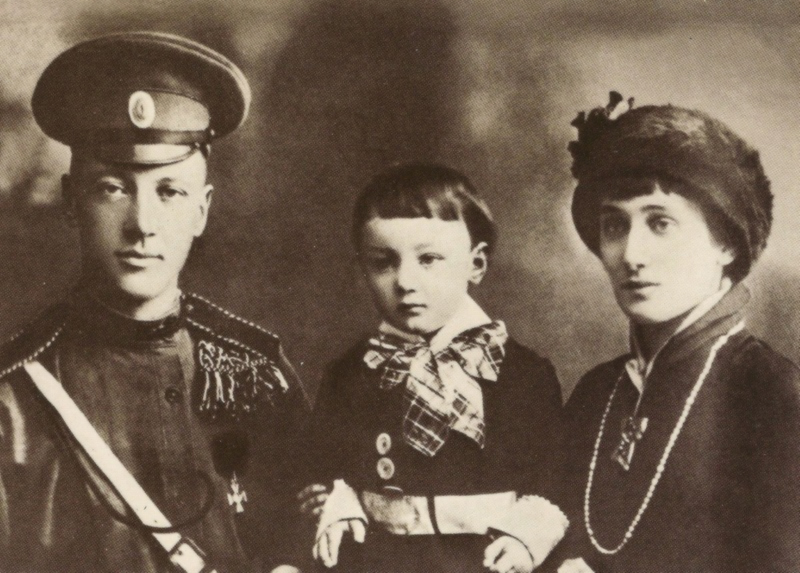
آنّا آندری‌یونا آخماتووا و همسرش نیکولای گومیلیف و فرزندشان لف گومیلیف در ۱۹۱۳

در این سال‌ها شعرهای او در نشریات مختلف منتشر می‌شد. در ۱۹۱۲ ضمن سفری به شمال ایتالیا از جنوا، پیزا، فلورانس، بولونیا، پادووا و ونیز دیدن کرد. همان زمان نخستین مجموعه اشعارش به نام «شامگاه» منتشر شد. این کتاب و اثر بعدی و قرینه‌اش، باغ گل (انتشار: ۱۹۱۴)، که در میان منتقدان و عموم مردم توفیق بسیاری به‌دست آورد، دو کتاب کوچک و بی‌تکلف بودند که توفیق اولیه آکمه‌ایسم تا اندازهٔ زیادی مدیون آن‌ها بود. در ۱ اکتبر همان سال، فرزندش لِف به دنیا آمد. همسرش خیلی زود آن‌ها را ترک کرد و داوطلبانه به ارتش پیوست. در ۱۹۱۸ از همسرش جدا شد و بعد از مدتی با باستان‌شناسی به نام ولادمیر شی‌لی‌کو (به روسی: Влади́мир Шиле́йко) ازدواج کرد. امیدوار بود با این دانشمند برجسته بتواند زندگی خوبی داشته باشد اما شی‌لی‌کو زن می‌خواست نه شاعر؛ برای همین شعرهای آنا را در سماور می‌سوزاند. به هر حال این ازدواج هم دیری نپایید. پس از اعدام نیکولای گومیلیف در ۱۹۲۱ به جرم فعالیت‌های ضدانقلابی، به تنهایی مسئولیت بزرگ کردن فرزندشان را به عهده گرفت.

### اختناق و سانسور
تقدیم به ایوسیف برودسکی:
دیگر برای خود یا نسل خود نمی‌گریم،
اما کاش ناگزیر نبودم که ببینم بر این زمین
داغ زرینِ شکست
فرود می‌آید بر پیشانیهایی که هنوز چین نخورده‌اند.
هر چند اکثریت نویسندگان و هنرمندان و فرهیختگان روس به تنگ آمده از دیکتاتوری تزار به استقبال انقلاب اکتبر رفتند اما آخماتووا، هر چند هرگز حاضر نشد جلای وطن کند و به صف مخالفان حکومت جدید در خارج از اتحاد جماهیر شوروی بپیوندد، از همان آغاز هم راه چندانی با انقلاب نداشت و با اعدام همسر سابقش و فضای خفقان‌آوری که حکومت استالین حکم‌فرما کرده بود، در صف ناراضیان جای گرفت. طی سال‌های دهه ۳۰ (میلادی)، هر چند تحت سانسور شدید حکومت استالین قرار داشت اما به مطالعه و تحقیق در مورد معماری پترزبورگ باستانی و شاعر کلاسیک روس، پوشکین پرداخت و عضو آکادمی علوم در پوشکین‌شناسی شد و مقالات متعددی از او در مورد پوشکین منتشر شد. سه کتاب نیز دربارهٔ پوشکین نوشت که هر سه در زمان خود منتشر شدند. اما از ۱۹۲۲ تا ۱۹۴۰ فقط یکی از کتاب‌هایش اجازه چاپ مجدد می‌گیرد.
تنها فرزندش، لف، در بین سال‌های ۱۹۳۳ و ۱۹۴۹ چندین بار به اتهامات واهی دستگیر و هربار پس از مدتی کوتاه آزاد می‌شود. دستگیری پیاپی فرزندش و زندانی و تبعید در اردوگاه‌های کار اجباری شریک زندگی‌اش، نیکلای پونین (به روسی: Пунин Николаевич)، در شعر بلندش به نام سوگواره، که مرثیه‌ای است برای زندگان، به خوبی ترسیم شده است. سوگواره حاصل ساعت‌ها انتظار او پشت در زندان شهر لنینگراد برای ملاقات با فرزندش است.

### جنگ جهانی دوم
چرا این قرن از دیگر زمان‌ها بدتر است؟
نه آیا زان که در هنگامهِ سرسام و درد
به زخمی بس کهن‌سال و سیه یازید دست
ولیکن چاره نتوانست و درمان‌اش نکرد؟
در طی جنگ جهانی دوم، آنا آخماتووا، لنین‌گراد محاصره‌شده را با هواپیما ترک کرد. او نخست به مسکو و بعد به تاشکند رفت. تا ژوئن ۱۹۴۴ که به لنین‌گراد بازگشت، در تاشکند ماند و مانند بقیه شاعران در بیمارستان‌های نظامی شعرخوانی می‌کرد. در دوران جنگ، چند شعر از او در مطبوعات چاپ شد. پس از آن نیز هنگامی که از تاشکند بازمی‌گشت، در سالن موزهٔ پلی‌تکنیک مسکو و در برابر جمعیتی سه‌هزار نفری، شعر خواند. در پایان این جلسه، جمعیت با به پا خاستن و کف‌زدنی پرشور و ممتد، نشان داد که علی‌رغم فشار سانسور و اختناق، مردم چهره‌های تسلیم‌ناپذیر را می‌شناسند و ارج می‌گذارند.

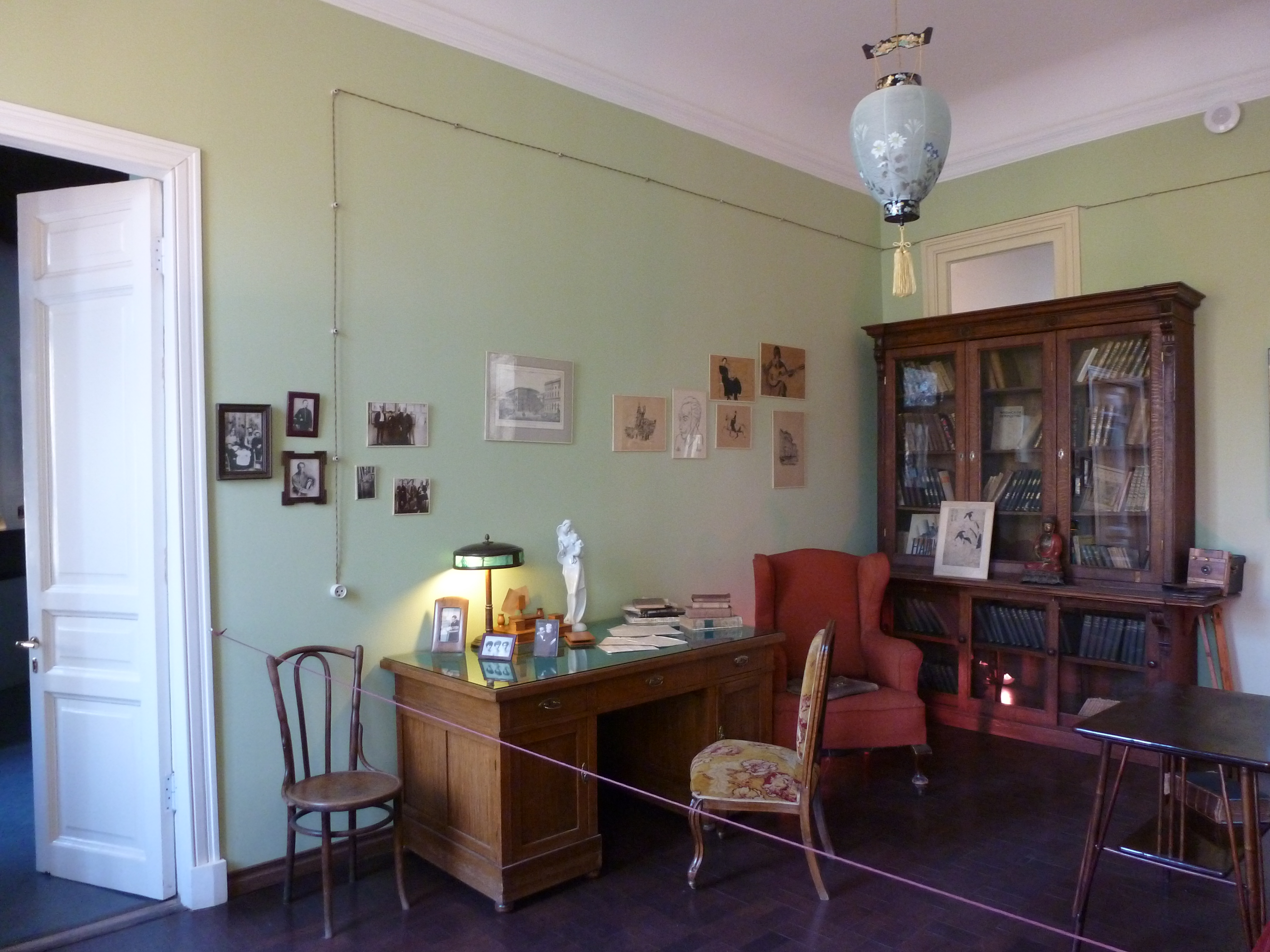
اتاقی در خانه‌موزه آنا آخماتووا در سن پترزبورگ

پس از پایان جنگ، امید تازه‌ای برای بازشدن فضای سیاسی شکل گرفت. آیزایا برلین که در سفری در ۱۹۴۵ به روسیه با آخماتووا ملاقات کرد، در اینباره می‌نویسد:
از او خواستم اجازه دهد شعر بدون قهرمان و یادواره را رونویسی کنم. گفت: «نیازی نیست. مجموعه‌ای از اشعارم قرار است در فوریهٔ ۱۹۴۶ از چاپ در آید. دارم غلط‌گیری‌اش را می‌کنم. نسخه‌ای از آن را برایتان به آکسفورد خواهم فرستاد.
 در همین سال‌ها نخستین نوشتهٔ ادبی خود در قالب نثر را تجربه کرد و آن را به میخائیل زوشچنکو نشان داد و او پیشنهاد کرد بعضی قسمت‌ها را حذف کند و آخماتووا هم موافقت کرد اما پس از دستگیری تنها فرزندش، لف، تمام یادداشت‌های خود را سوزاند.
در ۱۴ اوت ۱۹۴۶، قطعنامهٔ کمیتهٔ مرکزی که گزارش ژدانوف نیز به آن الصاق شده بود، منتشر شد. در این قطعنامه از آنا به عنوان «فردگرا» و «خانمی از طبقات بالا که پیوسته میان اتاق خواب و نمازخانه در رفت‌وآمد است» و «یک راهبه یا روسپی یا در واقع راهبهٔ روسپی که روسپی‌گری را با دعا درهم می‌آمیزد» و «شعرش به کلی دور از خلق و متعلق به ده‌هزار تن اشراف روسیهٔ قدیم است» یاد شده بود. پیرو آن در روزنامه‌های ایزوستیا و لنینگراد از اشعار او به شدت انتقاد شد و سرانجام در همین سال از شورای نویسندگان اخراج شد. هر چند او هرگز بازداشت نشد و به زندان نیفتاد اما در عوض، پسرش لف گومیلیف مانند گروگانی در دست حکومت، بارها به زندان افتاد و وقتی برای سومین بار بازداشت شد، آنا که جان تنها فرزندش را در خطر می‌دید، در ۱۹۵۰ مجموعه‌ای انتشار داد به نام درود بر صلح که این مجموعه شامل پانزده قطعه شعر در مدح استالین بود و در مجله آگانیوک چاپ شد.

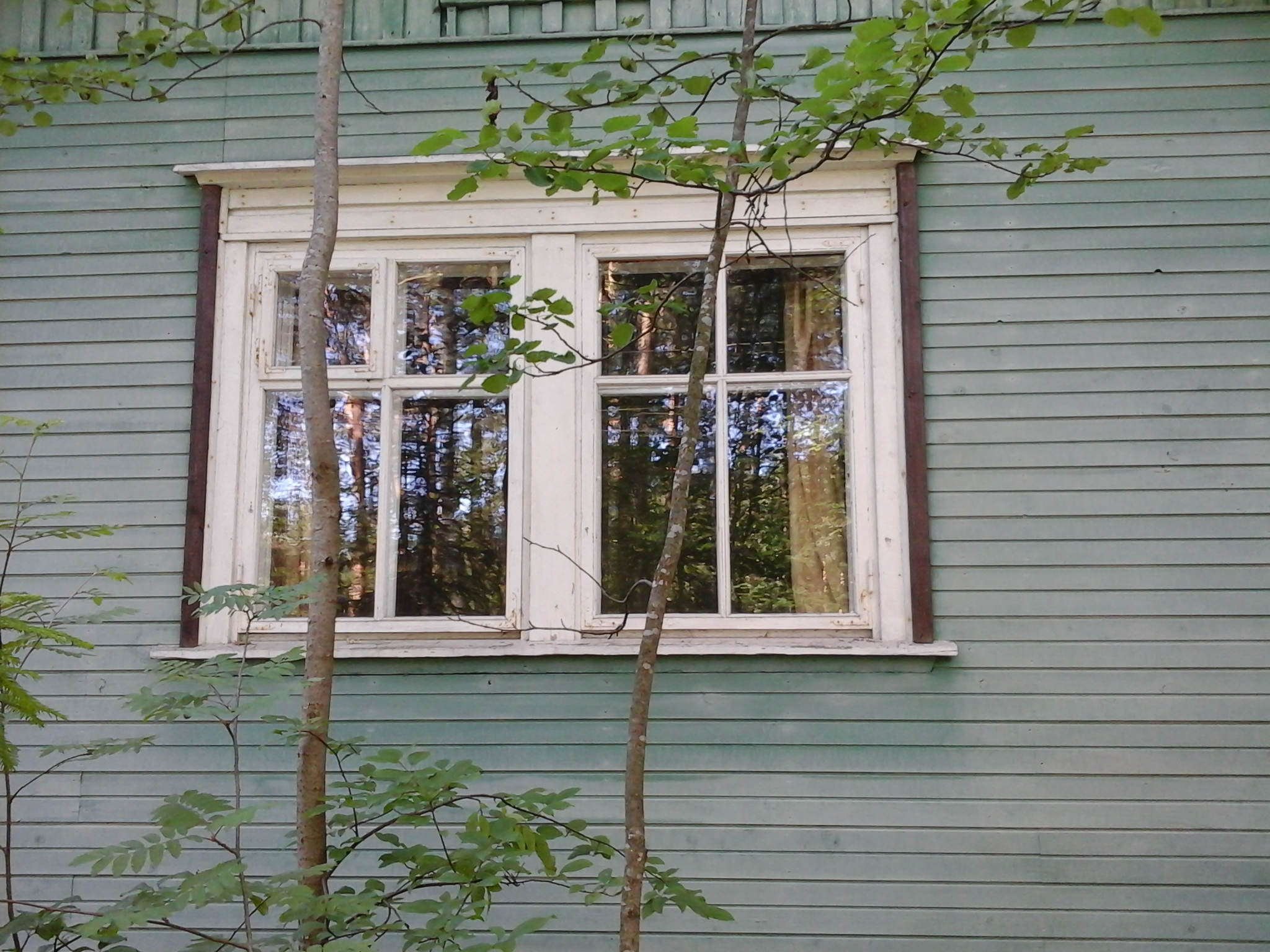
تصویری از پنجرهٔ اتاق آنا آخماتووا

### اعاده حیثیت
با مرگ ژوزف استالین در ۵ مارس ۱۹۵۳، انتظار بازشدن فضای سیاسی فرهنگی در شوروی می‌رفت و سرانجام در مه ۱۹۵۶ با نطق معروف نیکیتا خروشچف در کنگره بیستم حزب کمونیست اتحاد جماهیر شوروی، فضای سیاسی فرهنگی این کشور به‌طور نسبی باز شد. چند ماه پس از این نطق، لف گومیلیف از زندان آزاد شد و به مطالعات قوم‌شناسی‌اش پرداخت و فضای کاری برای آخماتووا هم مناسب‌تر از پیش شد. هر چند آخماتووا با ناباوری به بازشدن فضای فرهنگی نگاه می‌کرد اما اعاده حیثیت از او تا جایی پیش رفت که سرانجام در ۱۹۵۹ بار دیگر به عضویت اتحادیهٔ نویسندگان پذیرفته شد و به عضویت هیئت رئیسه آن درآمد.

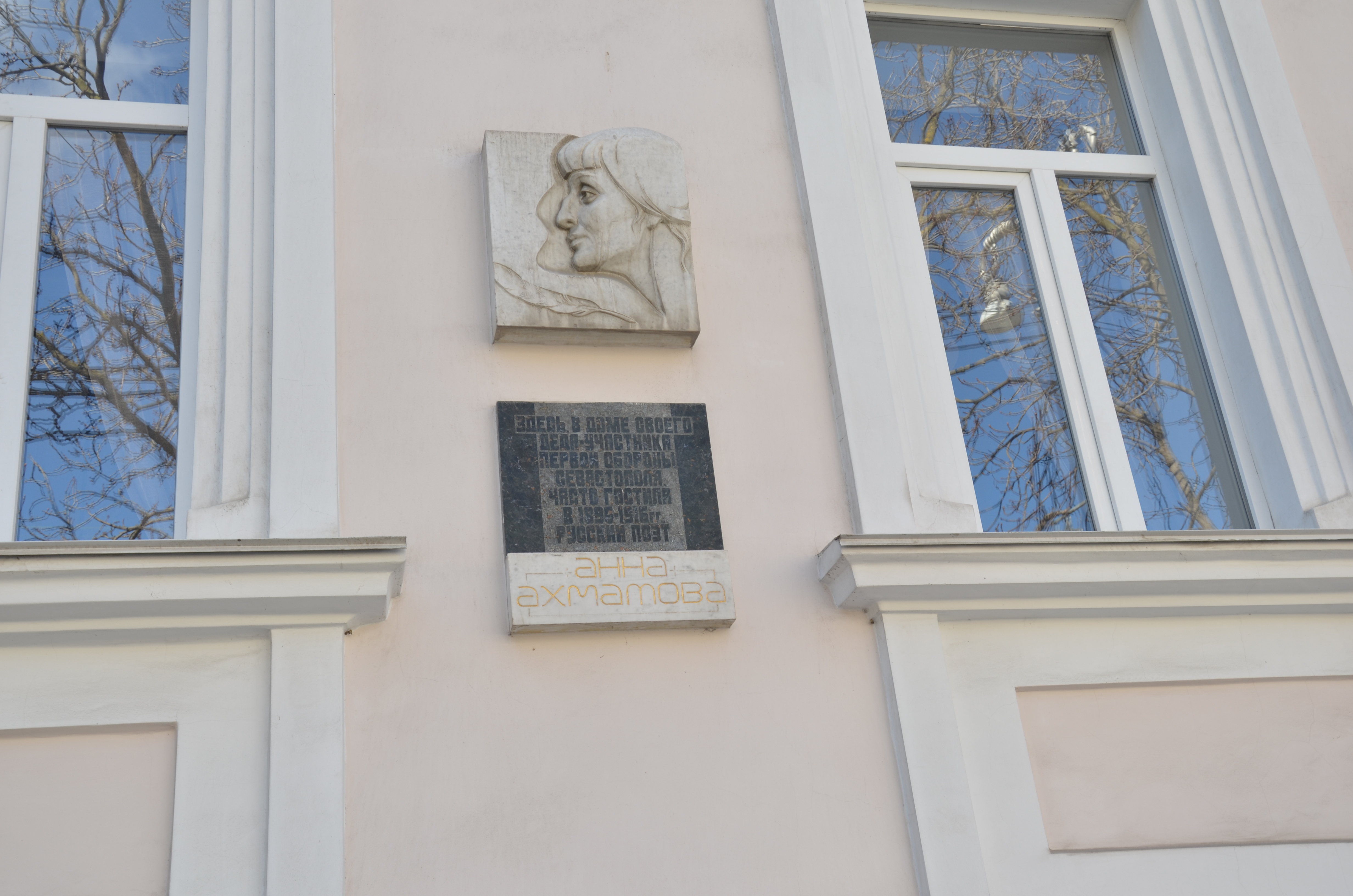
لوح یادبود بر روی دیوار خانهٔ محل زندگی او؛ پلاک ۸، خیابان لنین، سواستوپول

در ۱۹۶۱، مجموعه‌ای به نام شعرها از او منتشر شد و سال بعد از آن نیز منظومهٔ بدون قهرمان را پس از بیست و یک سال، به پایان برد. سرانجام در ۱۹۶۴ در هفتاد و پنج سالگی از آخماتووا به‌طور کامل اعاده حیثیت شد و بخش عمدهٔ آثارش در اتحاد جماهیر شوروی مورد پذیرش قرار گرفت و سال‌های پایانی عمرش در آرامش گذشت. در ۱۲ دسامبر همین سال در ایتالیا جایزه اتنا تائورمینا به او اهدا شد و برای دریافت جایزه به کاتانیا در ایتالیا سفر کرد. این جایزه طی مراسمی با حضور نویسندگان و منتقدین ایتالیایی و غیر ایتالیایی در قلعه اورسینی در سیسیل به او اهدا شد. این جایزه و حضور او در اروپا، بار دیگر نام آخماتووا را بر سر زبان‌ها انداخت و کسانی که تصور می‌کردند او در همان سال‌های اول انقلاب کشته شده است، از زنده بودن او اطلاع پیدا کردند. آخماتووا از ایتالیا به فرانسه و انگلستان رفت. در انگلستان به او دکترای افتخاری از دانشگاه آکسفورد اهدا شد.
او به شوروی بازگشت و تا پایان عمر آن‌جا بود. البته ماندنش در شوروی موجب نشد که سکوت اختیار کند و دفاع از شاعران و نویسندگانی که با سانسور روبه‌رو می‌شدند را فراموش کند. در ۱۹۶۴ آشکارا به حمایت از ایوسیف برودسکی درآمد. هنگامی که ایوسیف برودسکی در یک محاکمهٔ نمایشی که یادآور دوران استالین بود محکوم شد، آخماتووا بی‌درنگ برایش تقاضای آزادی نوشت و منتشر کرد. در آن زمان در اتحاد شوروی این حرکت آخماتووا انسانیت و شجاعت عالی به‌حساب می‌آمد.

### سال‌های آخر

#### تقدیم‌نامه
پیشِ این غم، کوه هم خم می‌کند پشت،
خشک می‌ماند به بستر رودخانه،
لیک زندان را حصار و در حصین است
پاسدار «زاغه‌های کار دشوار»،
و آن عذاب دوزخی و مرگ و ادبار.
از نسیم تازه برخی شادمان‌اند
برخی از نور شفق خوشحال و مسرور،
جمع ما اما ندارد از جهان بهر
جز جگاجنگ کلید - این زنگ ناساز-
یا طنینِ ضربه‌های گامِ سرباز.
چون سحرخیزان عابد جسته از جا
می‌گذشتیم از بیابان‌وار این شهر
تا رسیم آخر (ز مرده بی‌نفس‌تر)
پیش هم، آن‌جا که خورشیدش به پستی‌ست
با نِوا رودش به مِه رو کرده پنهان،
لیک امید از دوردست آوازخوانان.
حکم…، وان سیلابِ تندِ اشک در پی.
می‌کند از دیگرانش دور گویی.
درفکنده گشته‌است انگار بر پشت
تا که با جان برکنندش قلب از جا،
می‌رود اما… پریشان، گیج… تنها…
سال‌های آخر عمر آنا آخماتووا سرشار از فعالیت ادبی بود و او در اوج شهرت و محبوبیت به‌سر می‌برد. از سراسر اتحاد جماهیر شوروی، هر روز نامه‌های ستایش‌آمیز دریافت می‌کرد و اطراف او همیشه پر بود از شاعران جوانی که او را می‌ستودند. مردان جوانی به گِردش حلقه زده بودند که همیشه آماده بودند تا هر کاری را برای او انجام دهند.
هر چند در این سال‌های پایانی از انزوا خارج شده بود و فرزندش لف هم به مدارج بالای دانشگاهی رسیده بود اما بیماری اجازه نمی‌داد زندگی پر و پیمانی داشته باشد و پیوسته، بیماری او شدیدتر می‌شد. او از دهه پنجاه به بعد چندین بار سکته قلبی کرد و هر سال چند هفته‌ای در آسایشگاه یا بیمارستان بستری می‌شد تا آن که سرانجام در پاییز ۱۹۶۵ دچار حمله قلبی شد و دیگر هرگز سلامت خود را به‌طور کامل به‌دست نیاورد و در ۵ مارس ۱۹۶۶ در بیمارستان دٌمو ددوو در حوالی مسکو درگذشت. چند روز بعد، جنازه او را با هواپیما به لنین‌گراد بردند و بنا نبود مراسم رسمی برگزار شود. در ۹ مارس چند تن از دوستان او برایش مراسم سوگواری، چنان‌که آرزو داشت طبق مراسم باستانی کلیسای اورتودوکس برگزار کردند، اما حضور تعداد زیادی از مردم که برای وداع با شاعر مورد علاقه‌شان به کلیسا آمده بودند موجب شد اتحادیه نویسندگان لنین‌گراد روز بعد برای او مراسم خاک‌سپاری رسمی بگیرد. و سرانجام در ۱۰ مارس تابوت او با همراهی مردم و فرزندش لف گومیلیف و برودسکی (بعدها در ۱۹۸۷ برنده جایزهٔ نوبل ادبیات شد) در گورستان کوماروو در لنین‌گراد به خاک سپرده شد. او پس از مرگش، بزرگ‌ترین شاعر زن روسیه نامیده شد.

## شعرشناسی
آنا آخماتووا از آن دسته شاعرانی است که نه تبارنامه‌ای در شعر دارد و نه «سیر تَطَوُر» ی مشخص و معلوم. او از آن قسم شعرایی است که ناگهان حادث می‌شوند. هرچند سخن ایوسیف برودسکی دربارهٔ شعر آخماتووا در کلیت‌اش درست است، اما به هر حال شعر آخماتووا از شامگاه، ۱۹۱۲، تا شعر بدون قهرمان، ۱۹۶۳، تغییرات زیادی کرده است.
نخستین شاعری که تأثیر عمیقی بر آخماتووا گذاشت، ایناکینتی آننسکی (۱۸۵۶ – ۱۹۰۹) بود. ایرج کابلی در این باره می‌نویسد: «در سال ۱۹۱۰... تصادفاً نمونهٔ حروف‌چینیِ مجموعه شعر جعبهٔ چوب سرو، کار یکی از خبرگان و مترجمان برجستهٔ ادب کلاسیک غرب به نام آننسکی به دستش افتاد و باعث شد که به قول خودش «دنیا را فراموش» کند. سبک کار آننسکی بر خلاف سمبولیست‌ها، که او را ابتدا از خود می‌دانستند، کاملاً «زمینی» و «این جهانی» بود.»
در آن زمان در روسیه سمبولیسم مکتب شعری مسلط بود؛ اما دو جریان شعری جدید نیز در حال شکل‌گیری بود که یکی جریانی که آخماتووا و همسر اولش و چند شاعر جوان دیگر آن را به‌وجود آوردند و به آکمه‌ایسم مشهور شد و جریان دیگر شعری، جنبش فوتوریسم بود که شاعر شاخصش، مایاکوفسکی بود. هرچند بعدها فوتوریست‌ها بسیار مطرح شدند و آکمه‌ایست‌ها تداوم پیدا نکردند اما عقاید شعری آغاز دههٔ بیست روسیه تقریباً به تساوی میان هواداران آخماتووا و مایاکوفسکی تقسیم شده بود. هرچند در آغاز فعالیت آکمه‌ایست‌ها در سال ۱۹۱۴، از سوی منتقدان و جامعه‌شناسان مارکسیست مورد استقبال قرار گرفتند، اما بعدها در زمان استالین، آن را «ادبیات اشراف و زمین‌داران» لقب نهادند و محکومش کردند.
از نظر فنی، آخماتووا مانند سایر شاعران هم دوره‌اش، در حال شکستن وزن‌های عروضی در شعر بود. اما او در حاشیه آنچه قانون و قاعدهٔ مجاز شمرده می‌شد کار می‌کرد. او حتی روشی را برقرار کرد که معمولاً به عنوان «روش آخماتووا» پذیرفته شده است و به تعبیری «ترکیب دوهجایی‌ها و سه‌هجایی‌ها» نام دارد. او به فراتر بردن حد و مرزهای قافیه نیز کمک زیادی کرد. آنچه را قبلاً قافیهٔ آزمایشی می‌نامیدند، او تثبیت کرد. درک ظرایف موسیقایی شعر آخماتووا فقط با دانستن زبان روسی و شنیدن آن امکان‌پذیر است و ترجمهٔ آن به زبان‌های دیگر بسیار دشوار و شاید محال باشد.

## آثار

### مجموعه اشعار
انسان
اینجا گویی صدای انسان
هرگز به گوش نمی‌رسد
اینجا گویی در زیر این آسمان
تنها من زنده مانده‌ام
زیرا نخستین انسانی بودم
که تمنای شوکران کردم
- ۱۹۱۲ - شامگاه
- ۱۹۱۴ - تسبیح
- ۱۹۱۴ - گلستان یا باغ گل
- ۱۹۱۴ - فوج پرندگان سفید
- ۱۹۲۱ - بارهنگ
- ۱۹۲۲ - ۱۹۲۲ بعد از میلاد
- ۱۹۴۰ - گزیده اشعار «از شش کتاب»
- ۱۹۶۳ - فاتحه و شعر بدون قهرمان
- ۱۹۶۵ - پرواز زمان و صدای شاعران (گزیده‌ای از برگردان شعرهای خارجی)

#### پس از مرگ
- ۱۹۶۷ - شعرهای آخماتووا
- ۱۹۷۳ - افسانه بدون قهرمان و بیست و دو شعر
- ۱۹۷۶ - گزینه اشعار
- ۱۹۸۹ - گزینه اشعار
- ۱۹۸۵ - دوازده شعر از آنا آخماتووا
- ۱۹۹۰ - کلیات اشعار آنا آخماتووا

### کتاب‌ها
- خروسک طلایی
- آدولف بنیامین سونستان
- میهمان سنگی

### ترجمه‌ها
آخماتووا اشعار ۱۵۰ شاعر از ۷۸ زبان مختلف را به روسی برگردانده است. بیت‌های ترجمه‌شده توسط او، بالغ بر ۲۰ هزار است.
- ۱۹۵۶ - شعر کلاسیک کره
- ۱۹۵۶ - شعر کلاسیک چین
- ۱۹۶۵ - اشعار تغزلی مصر باستان

### نمایش‌نامه
آخماتووا در کارنامهٔ ادبی خود، نمایشنامهٔ نیمه‌تمامی دارد به نام اِنوما اِلیش. ایده نوشتن این نمایشنامه در سال‌های حضور در تاشکند (۱۹۴۲–۱۹۴۴) به ذهنش خطور کرد. زمانی که به بیماری تیفوس دچار شده بود، در کابوسی هذیان‌وار، طرح اولیه این نمایشنامه را می‌نویسد و بعد می‌سوزاند. آخماتووا در آغاز دهه ۶۰ (میلادی) کار بر روی این نمایش‌نامه را از سر می‌گیرد و با کمک دوستانش نادژدا ماندلشتام و رانفسکایا و دیگرانی که قبل از سوزاندن متن تاشکند آن را برایشان خوانده بود، سعی می‌کند که متن فراموش‌شده را بازنویسی کند که البته توفیق چندانی نصیبش نمی‌شود. به هر حال، در سفری که آخماتووا برای دریافت جایزهٔ اتنا تائورمینا به ایتالیا انجام داد، در ضیافتی که به افتخار او برگزار شده بود، بخش‌های بازسازی شدهٔ اِنوما اِلیش را می‌خواند و تئاتر دوسلدورف به او پیشنهاد می‌کند که آن را روی صحنه ببرد و آخماتووا هم می‌پذیرد و پی‌گیرانه روی آن کار می‌کند که سکتهٔ قلبی و سپس مرگ، این کار را نیمه‌تمام می‌گذارد.

## جوایز و افتخارات

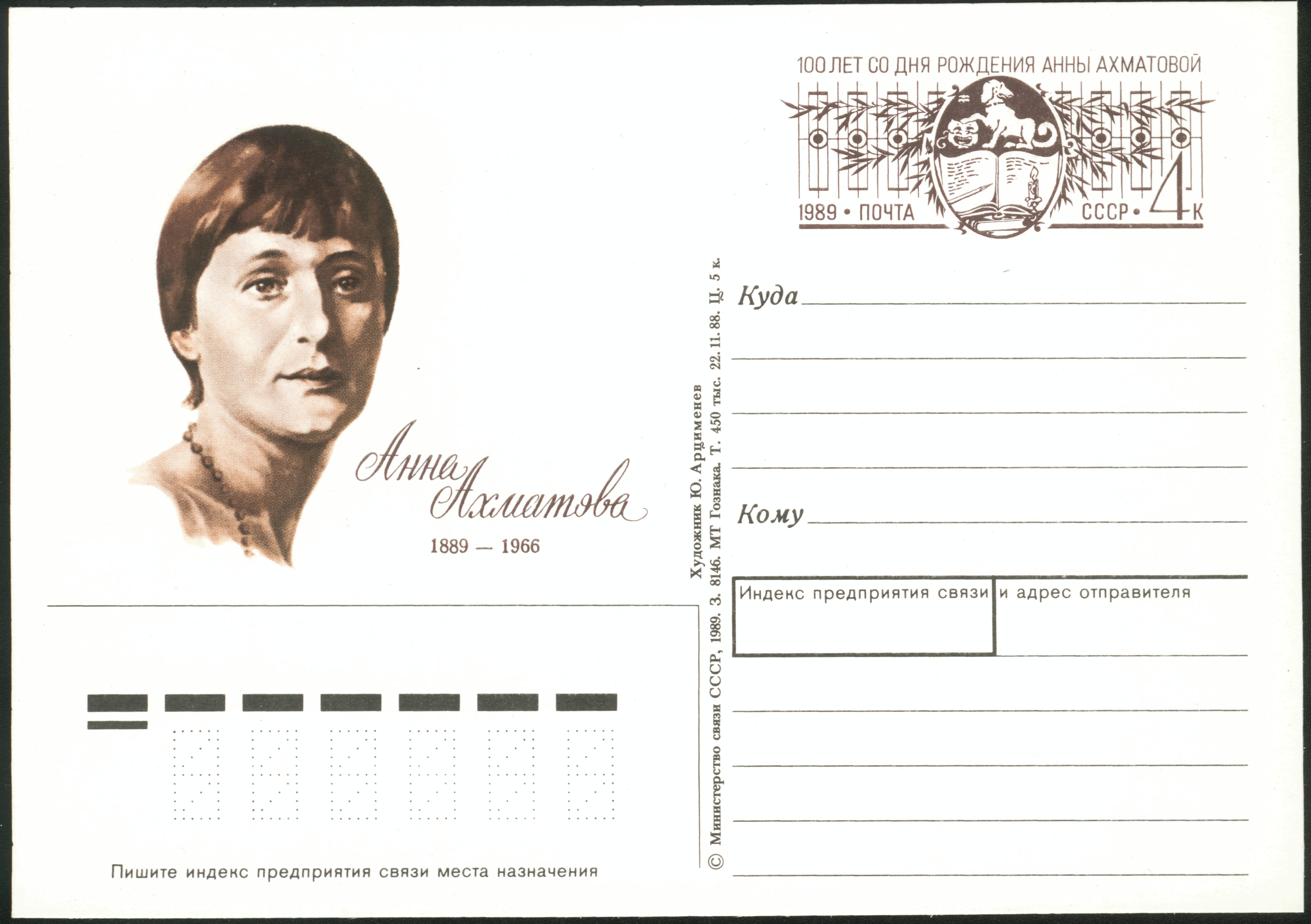
تمبر یادبود یک صد سالگی آنا آخماتووا چاپ ۱۹۸۹

- ۱۹۶۴ - جایزهٔ اتنا تائورمینا (به ایتالیایی: Etna Taormina) در ایتالیا.
- ۱۹۶۴ - دکترای افتخاری از دانشگاه آکسفورد لندن.

## در رسانه‌ها

### تئاتر
در سال ۲۰۰۶، بر اساس نمایشنامه‌ای به قلم جان اتیکن، نویسنده استرالیایی، نمایشنامه‌ای به نام «کشتی‌ها آهسته می‌گذرند» در استرالیا به روی صحنه رفت. در این نمایش که اکثر وقایع آن در آشپزخانه می‌گذشت، آنا که نقشش را ویوین گلنس بازی می‌کند، در حال خواندن اشعارش برای لیدیا (با نقش‌آفرینی ایرنه جارزابک) است و سپس اشعارش را در آتش می‌سوزاند.

### سینما
در سال ۲۰۰۷، لیندا فیورنتینو امتیاز ساخت فیلمی از روی فیلم‌نامه نوشته‌شده توسط جیم کورتیس را خریداری کرد که بر اساس زندگی آخماتووا نوشته شده است.

## آثار آخماتووا در زبان‌های دیگر

### در زبان انگلیسی
آثار آخماتووا به زبان‌های مختلف ترجمه شده است. در ۲۰۰۴ کتابی با عنوان کلمه‌ای که مرگ را شکست می‌دهد: شعرهای خاطره (به انگلیسی: The Word that Causes Death's Defeat: Poems of Memory) از شعرهای آخماتووا ترجمه ننسی ک. اندرسن توسط انتشارات دانشگاه ییل منتشر شد. در این کتاب اندرسن ضمن ترجمهٔ سه شعر از آخماتووا تحلیل مفصلی از شعرها ارائه داده است.

### در زبان فارسی
چند تن از مترجمان ایرانی، اشعار آخماتووا را به زبان فارسی برگردان کردند. برای آشنایی با اشعار آخماتووا و تفاوت‌های برگردان اشعارش در زبان فارسی نمونه‌هایی ذکر می‌شود.
سوگواره (رکوئیم) قطعه II
| ایرج کابلی | محمد مختاری | احمد اخوت |
| --- | --- | --- |
| دن است آرام بر بستر روانه، درآید ماهِ زرد این‌جا شبانه. شود داخل، کُله کج‌کرده یک سو ببیند سایهٔی در خانه‌ام او. من ام این‌جا: زنی رنجور و بیمار. من ام این‌جا: زنی تنها و بی‌یار. پسر در بند دارم شوی در گور، بخوانیدم دعایی از رهِ دور. | دُنِ آرام به آرامی روان است، به خانه می‌آید ماه زرد، به درون می‌آید و کلاهش را شنگولانه کج نهاده، ماه زرد سایه‌ای می‌بیند. این زن بیمار است، این زن تنهاست، شوهر در گور و پسر در زندان، برایم کمی دعا کن. | دُن نجیب به آرامی جاری است ماه زردفام به درون می‌آید ماه کج‌کلاه پا به خانه می‌گذارد ماه زردفام سایه‌ای می‌بیند در خانه یک زن است، زنی بیمار در خانه یک زن است، زنی تنها شوهر زن مرده‌است، پسر او در زندان پس دعایی بخوان، دعایی برای من |

#### آثار ترجمه‌شده
- ۱۳۵۳ - مرثیه‌های شمال (برگزیده شعر)، ترجمهٔ عبدالعلی دستغیب، تهران، بابک.
- ۱۳۵۳ - «نماز برای آرامش روح مردگان» (رکوئیم)، ترجمهٔ پروین گرانمایه، اندیشه و هنر، دفتر پنجم، مرداد. کتاب هفتم، شهریور ۵۰.
- ۱۳۵۷ - «پیشهٔ ما»، «خاک سرزمین من»، «مرز»، «عاشقانه»، «بیاد شاعر» و «آلاچیق»، ترجمهٔ ایرج مهدویان، آلاچیق (مجموعهٔ شعر از چند شاعر)، تهران، رز.
- ۱۳۶۷ - «آنا آندره‌اونا آخماتووا و چند شعر از او»، ترجمهٔ حشمت جزنی، آدینه، ۲۲، اردیبهشت.
- ۱۳۶۸ - «دلیری»، ترجمهٔ سیروس طاهباز، مصیبت نویسنده بودن، تهران، انتشارات به‌نگار.
- ۱۳۶۹ - «طرحی از یک چهره تراژیک» (یادداشت‌های آنا آخماتووا دربارهٔ ماندلشتام)، ترجمهٔ احمد پوری، آدینه، مرداد ۴۸
- ۱۳۷۰ - «مرثیه» (رکوئیم)، ترجمهٔ احمد اخوت، کلک، فروردین، ۱۳.
- ۱۳۷۲ - «برای ان.گ. چولکووا»، «شب سفید»، «خدای شعر Muse»، «باغ تابستان»، «نخستین اخطار»، «شعر نیمه شب» و «دیدار شبانه»، ترجمهٔ حشمت جزنی، ده شاعر نامدار قرن بیستم، تهران، مرغ آمین.
- ۱۳۷۳ - «؟»، ترجمه خشایار دیهیمی، شباب، ۱۱، (شهریور و مهر).
- ۱۳۷۴ - «آمادئو مودیلیانی»، ترجمهٔ عباس صفاری، زنده‌رود، ۱۰ و ۱۱ (بهار).
- ۱۳۷۵ - «همچون کسی که»، «همیشه تر و تازه‌ای»، «زیر حجاب تاریک» و «از فاخته پرسیدم»، ترجمهٔ مراد فرهادپور، دوران، آذر، ۱۳.
- ۱۳۷۶ - «شعر»، ترجمهٔ رضا سیدحسینی، مکتب‌های ادبی (جلد دوم)، تهران، نگاه.
- ۱۳۷۷ - خاطره‌ای در درونم است: گزینه اشعار عاشقانه، ترجمه احمد پوری، تهران، نشر چشمه.

## نگارخانه

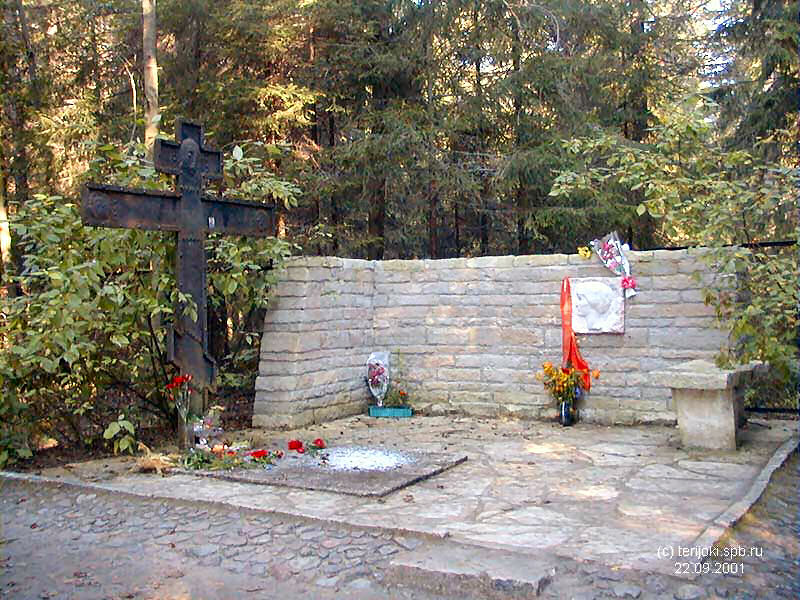
مقبرهٔ آنا آخماتووا در شهر کامارووا
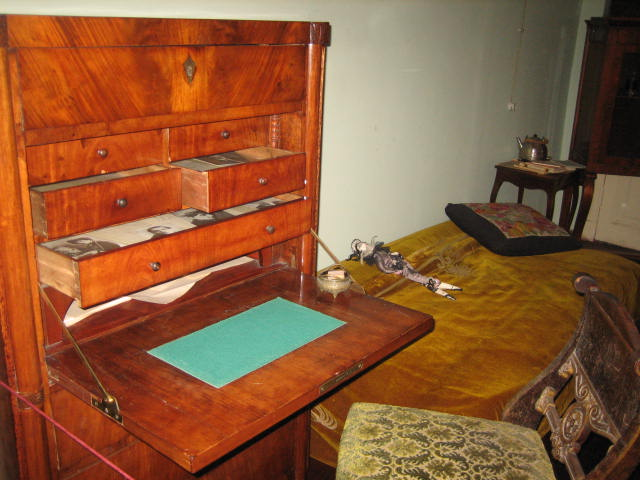
میز کار آنا آخماتووا در خانه‌اش
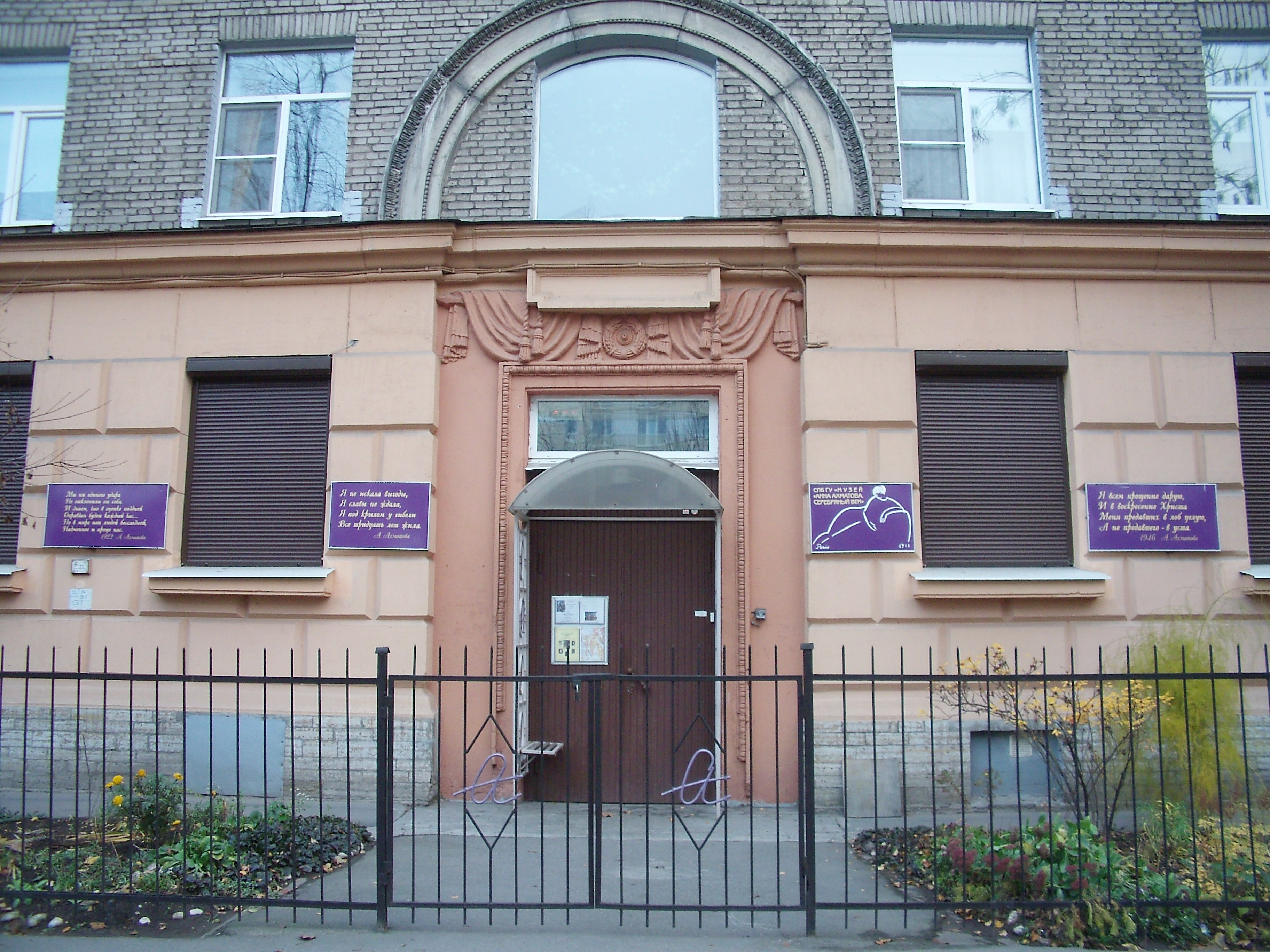
نمای بیرونی از ورودی موزه آنا آخماتووا در سن پترزبورگ
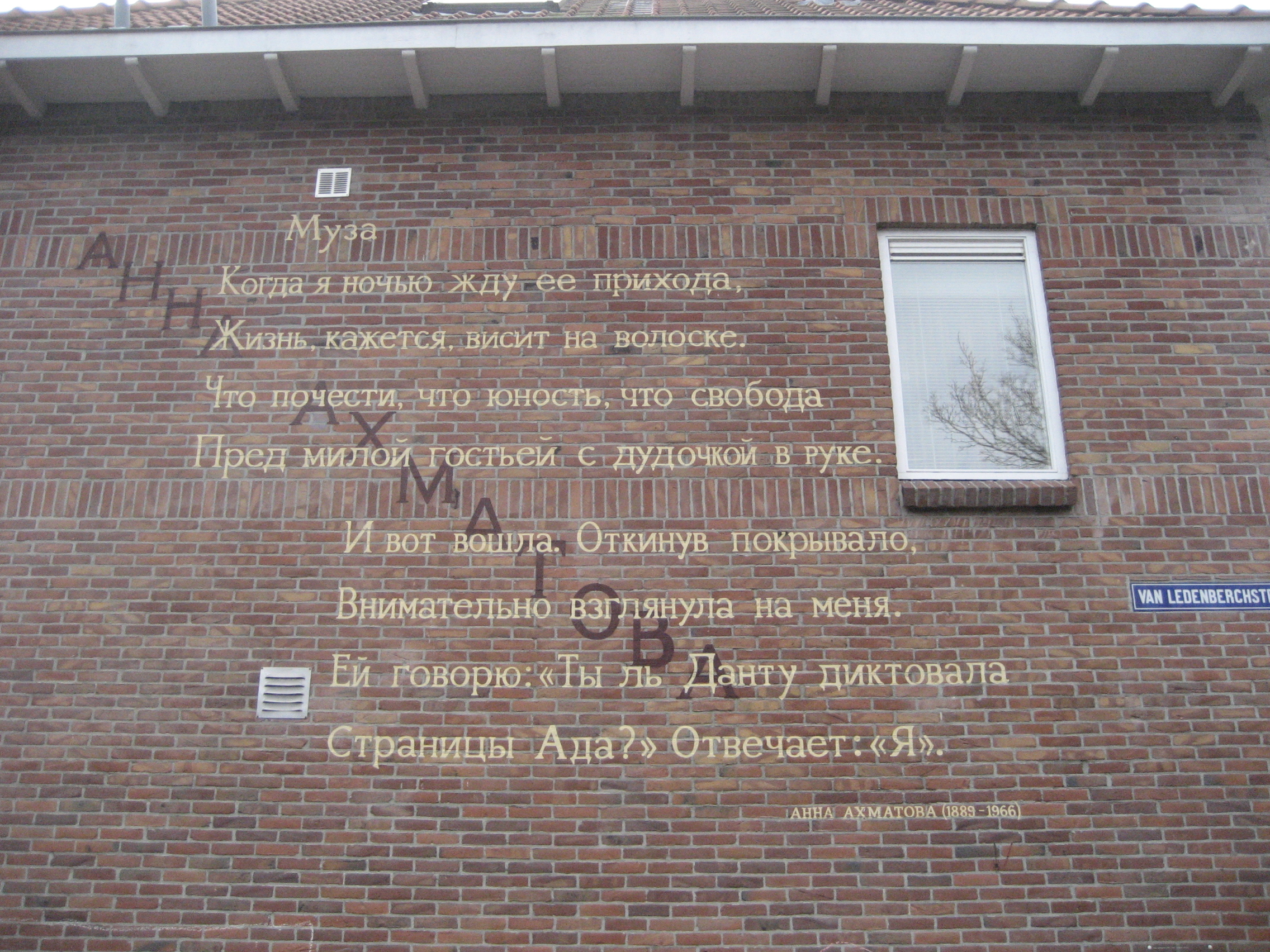
یکی از شعرهای آنا آخماتووا بر روی دیواری در شهر لیدن هلند
- صفحهٔ نخست از مجموعه اشعار «شامگاه»، ۱۹۱۲
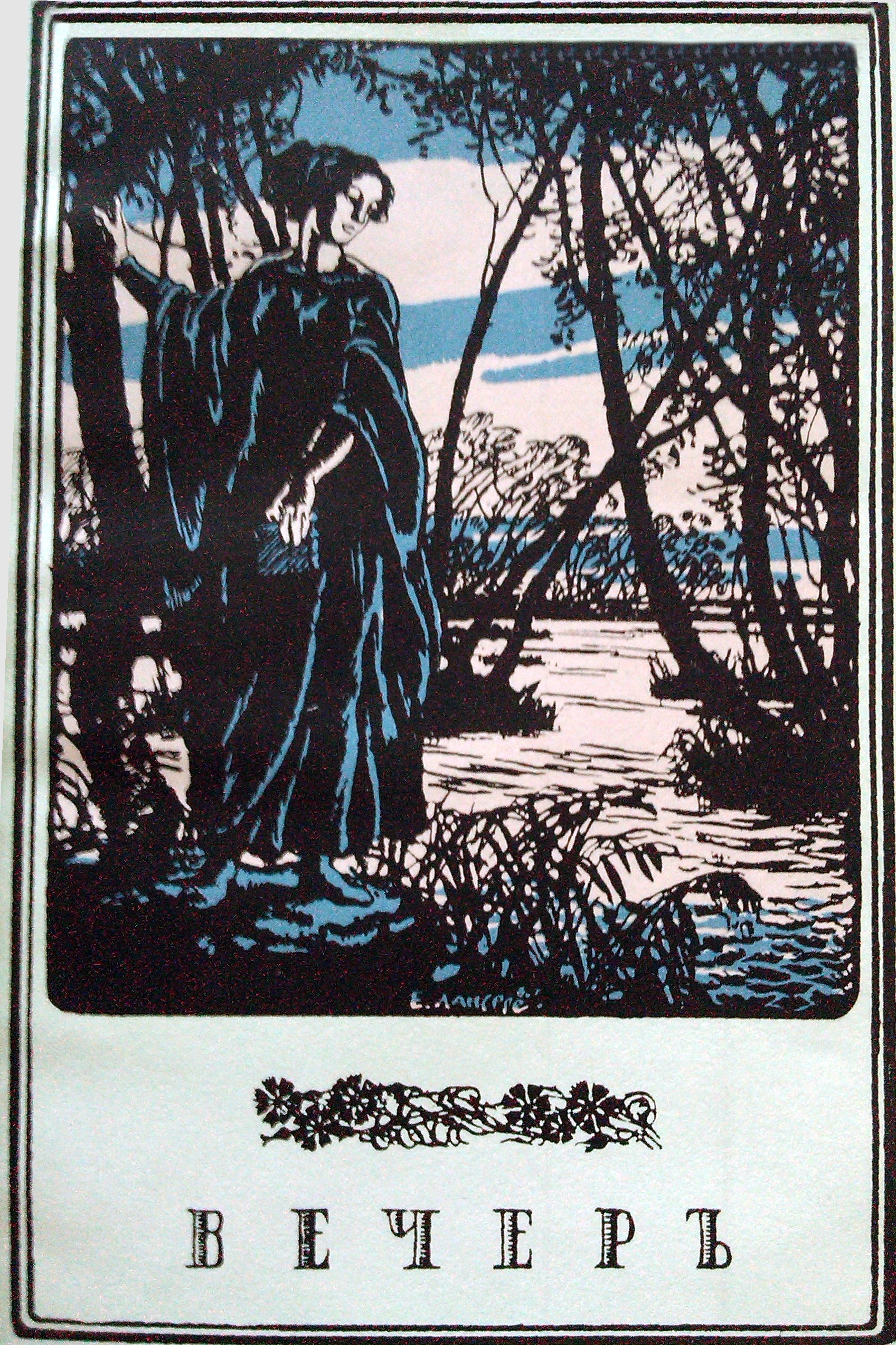
جلد نخستین نسخهٔ منتشرشده از مجموعه اشعار «شامگاه»، با طرحی از یوگنی لانسره
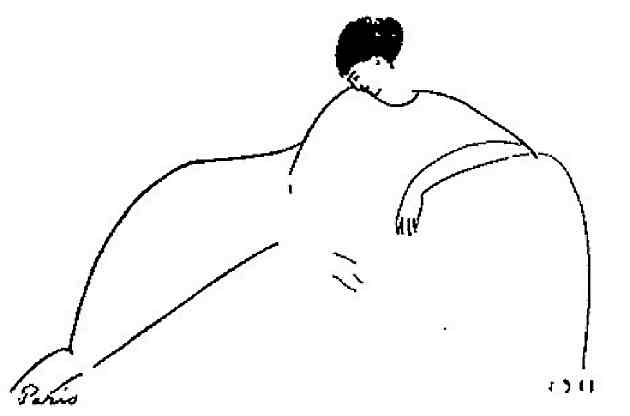
طرحی از آنا آخماتووا اثرِ آمادئو مودیلیانی
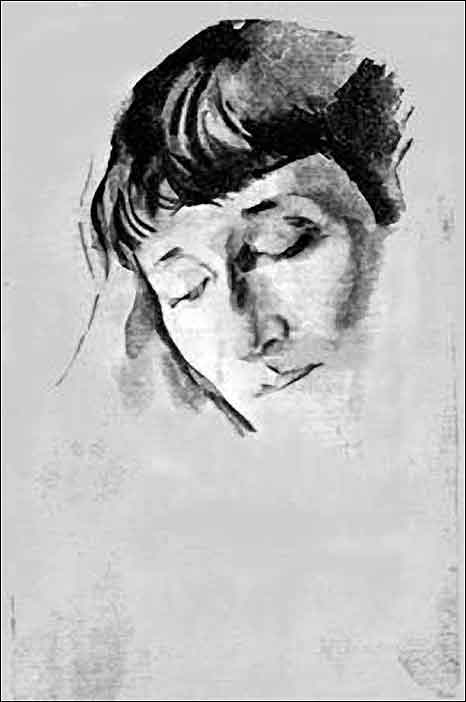
طرحی از چهرهٔ آنا آخماتووا اثرِ نیکلای تِـرسا
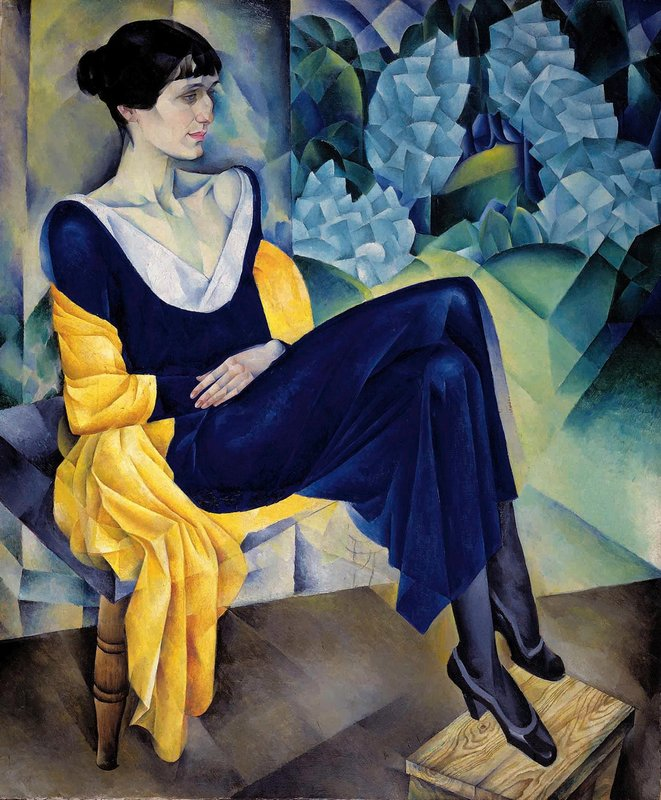
تابلوی نقاشی از آنا آخماتووا اثرِ ناتان آلتمان، ۱۹۱۴
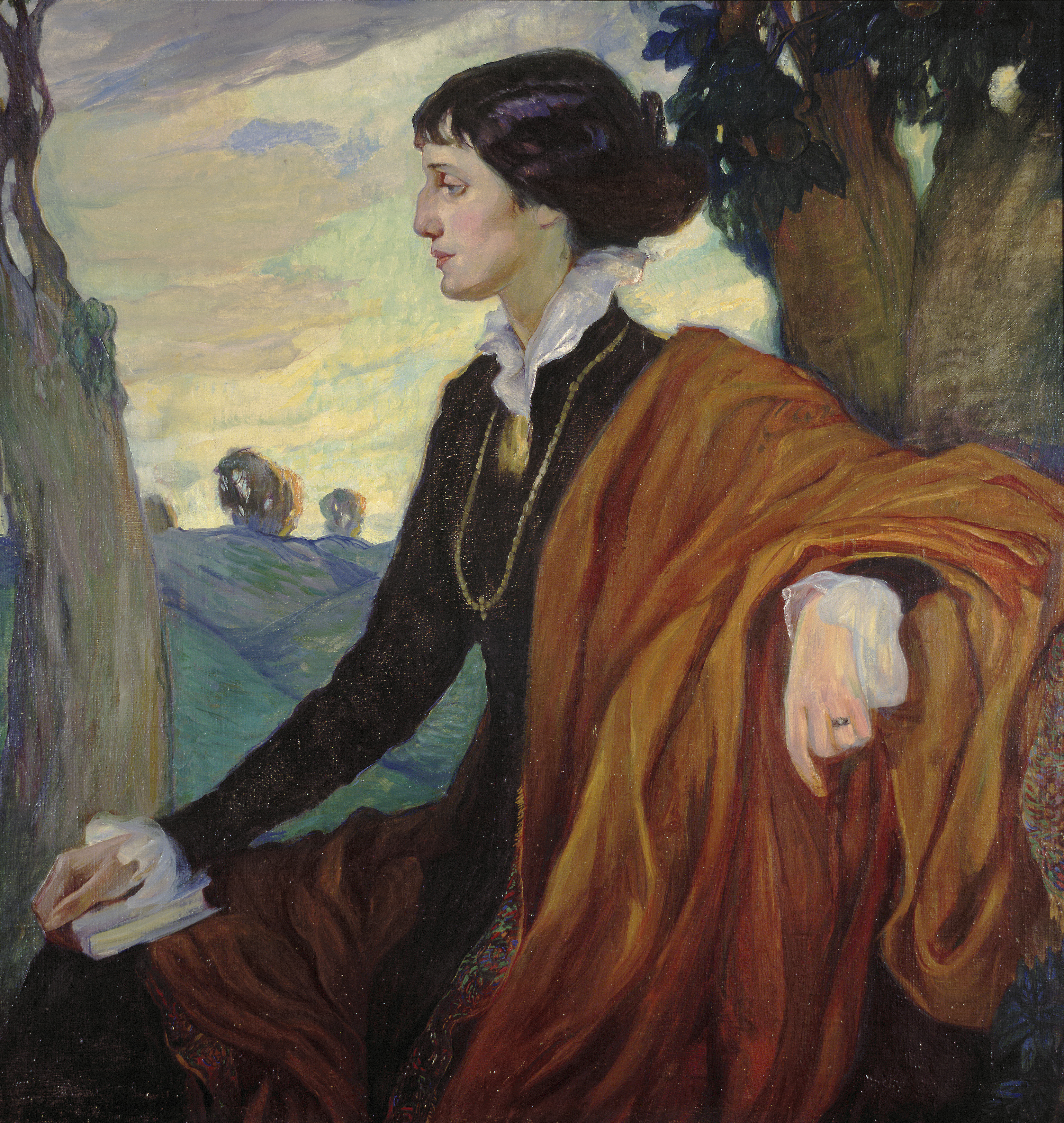
تابلوی نقاشی از آنا آخماتووا اثرِ اُلگا دلا-وُس-کاردوفسکایا، ۱۹۱۴
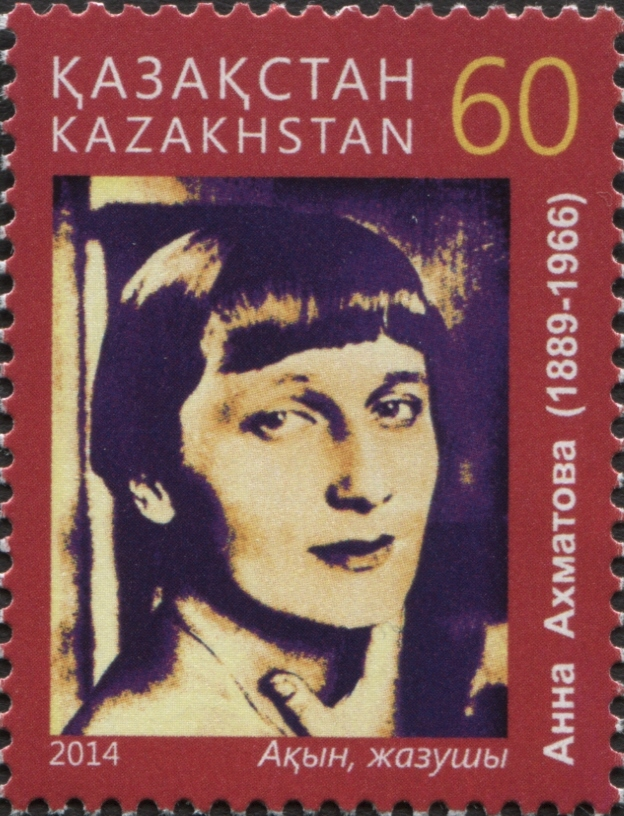
تصویری از آنا آخماتووا بر روی یک تمبر در قزاقستان
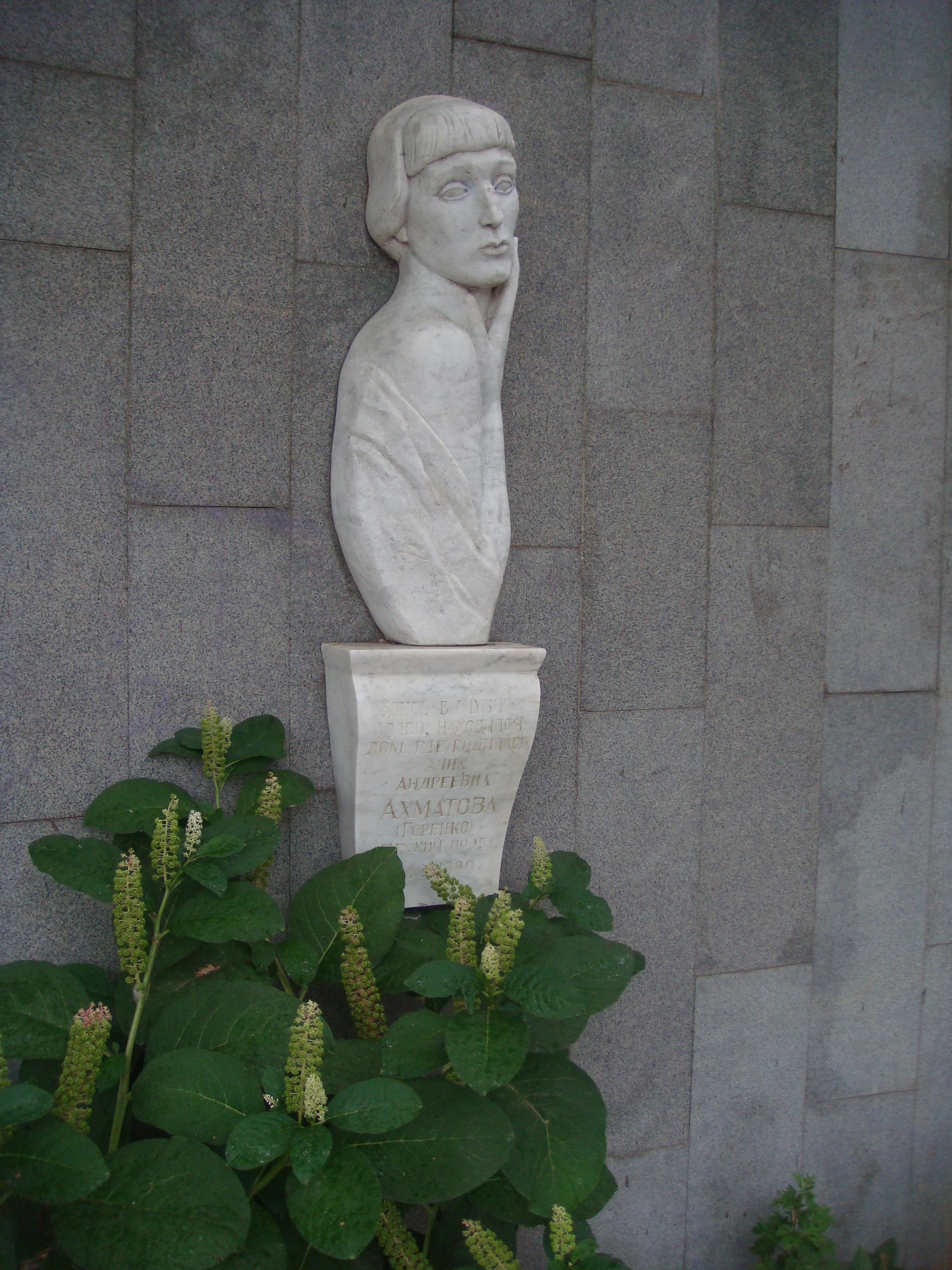
تندیس یادبود بزرگ از جنس مرمر، نصب شده در مکانی که آنا آخماتووا متولد شده بود. (ایستگاه «چشمهٔ بزرگ» در اودسا)
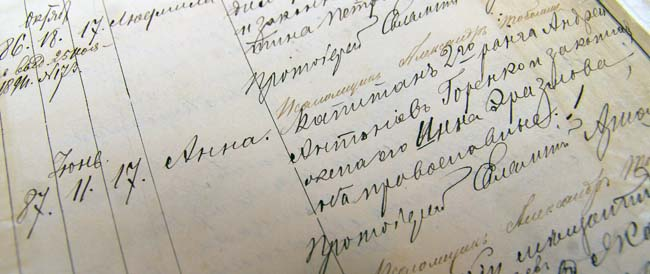
سیاهه‌ٔ ثبت نام و تاریخ تولد آنا آخماتووا در دفتر بایگانی سازمان ثبت احوال شهر اودسا